# 16641 Esteban
16641 Esteban (1993 QH10) là một tiểu hành tinh vành đai chính được phát hiện ngày 16 tháng 8 năm 1993 bởi C. S. Shoemaker và E. M. Shoemaker ở Palomar.